# Gajraula
Gajraula là một thị xã và là một nagar panchayat của quận Jyotiba Phule Nagar thuộc bang Uttar Pradesh, Ấn Độ.

## Địa lý
Gajraula có vị trí 28°51′B 78°14′Đ / 28,85°B 78,23°Đ Nó có độ cao trung bình là 207 mét (679 feet).

## Nhân khẩu
Theo điều tra dân số năm 2001 của Ấn Độ, Gajraula có dân số 39.826 người. Phái nam chiếm 53% tổng số dân và phái nữ chiếm 47%. Gajraula có tỷ lệ 57% biết đọc biết viết, thấp hơn tỷ lệ trung bình toàn quốc là 59,5%: tỷ lệ cho phái nam là 67%, và tỷ lệ cho phái nữ là 46%. Tại Gajraula, 19% dân số nhỏ hơn 6 tuổi.